# Samerberg

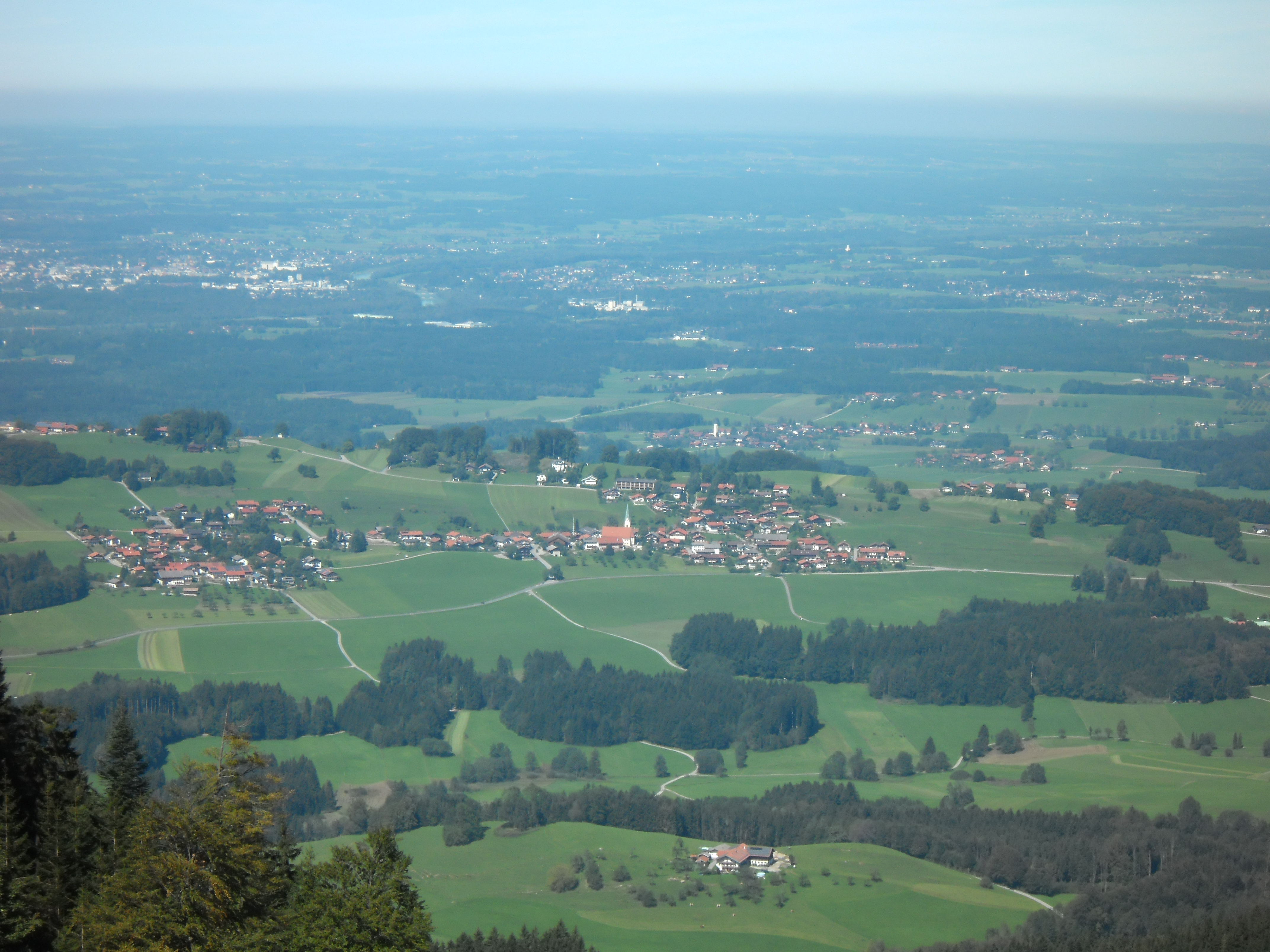
Teil des Samerberg-Siedlungsgebiets (untere Bildhälfte) um das Dorf Törwang (unterhalb Bildmitte), von der Hochries aus gesehen

Samerberg ist eine Gemeinde im Landkreis Rosenheim, Regierungsbezirk Oberbayern. Sitz der Gemeindeverwaltung ist der Ort Törwang; einen Gemeindeteil namens Samerberg gibt es nicht.

## Geographie

### Geographische Lage
Die Gemeindeteile von Samerberg, einer ländlichen Region des Chiemgauer Voralpenlandes mit einer Reihe von Weilern und Einödhöfen, liegen östlich des Inns und östlich von Neubeuern räumlich weit verstreut auf einem hügeligen Hochplateau, das im Südosten von einer Bergkette, der Hochriesgruppe (von Nordosten nach Südwesten: Heuberg (1338 m ü. NHN), Riesenberg (1444 m), Hochries (1569 m), Karkopf (1497 m), Feichteck (1514 m)) flankiert wird und im Westen zum Inntal hin abfällt. Die Wohngebiete liegen auf einer Höhe zwischen etwa 600 und 750 m ü. NHN; die größten Orte sind Törwang und Grainbach.
Das Gemeindegebiet, das sich in westöstlicher Richtung über eine Länge von etwa sieben Kilometern erstreckt, grenzt im Süden und Südwesten an Nußdorf am Inn, im Nordwesten an Neubeuern, im Norden an Rohrdorf und im Osten an Frasdorf. Im Südosten grenzt es außerdem an die Gemeinden Aschau im Chiemgau und Erl (Österreich), zu denen aber keine direkten Verbindungsstraßen bestehen.

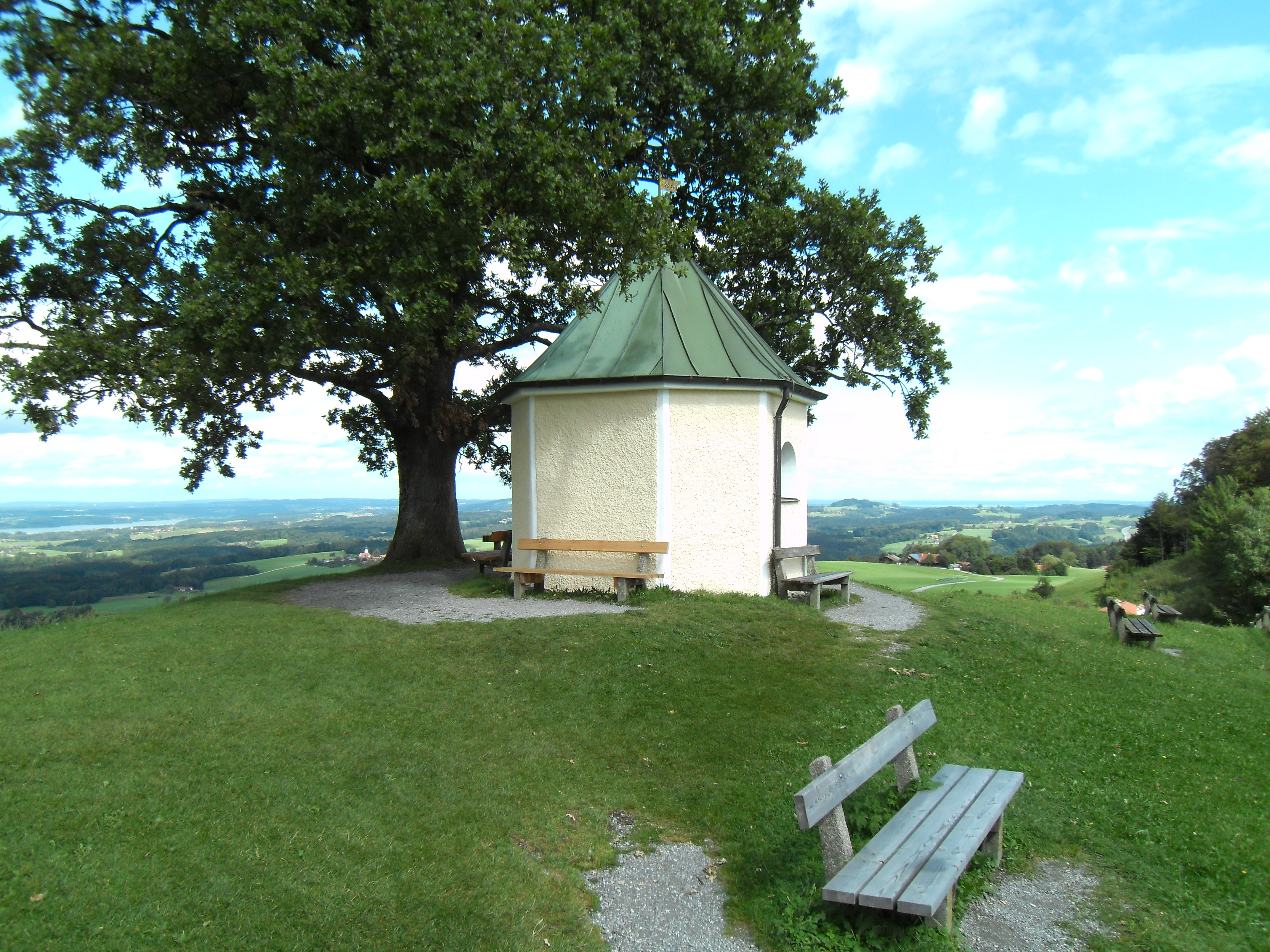
Aussichtskapelle in Obereck bei Törwang; im Hintergrund links der Simssee, rechts der Chiemsee

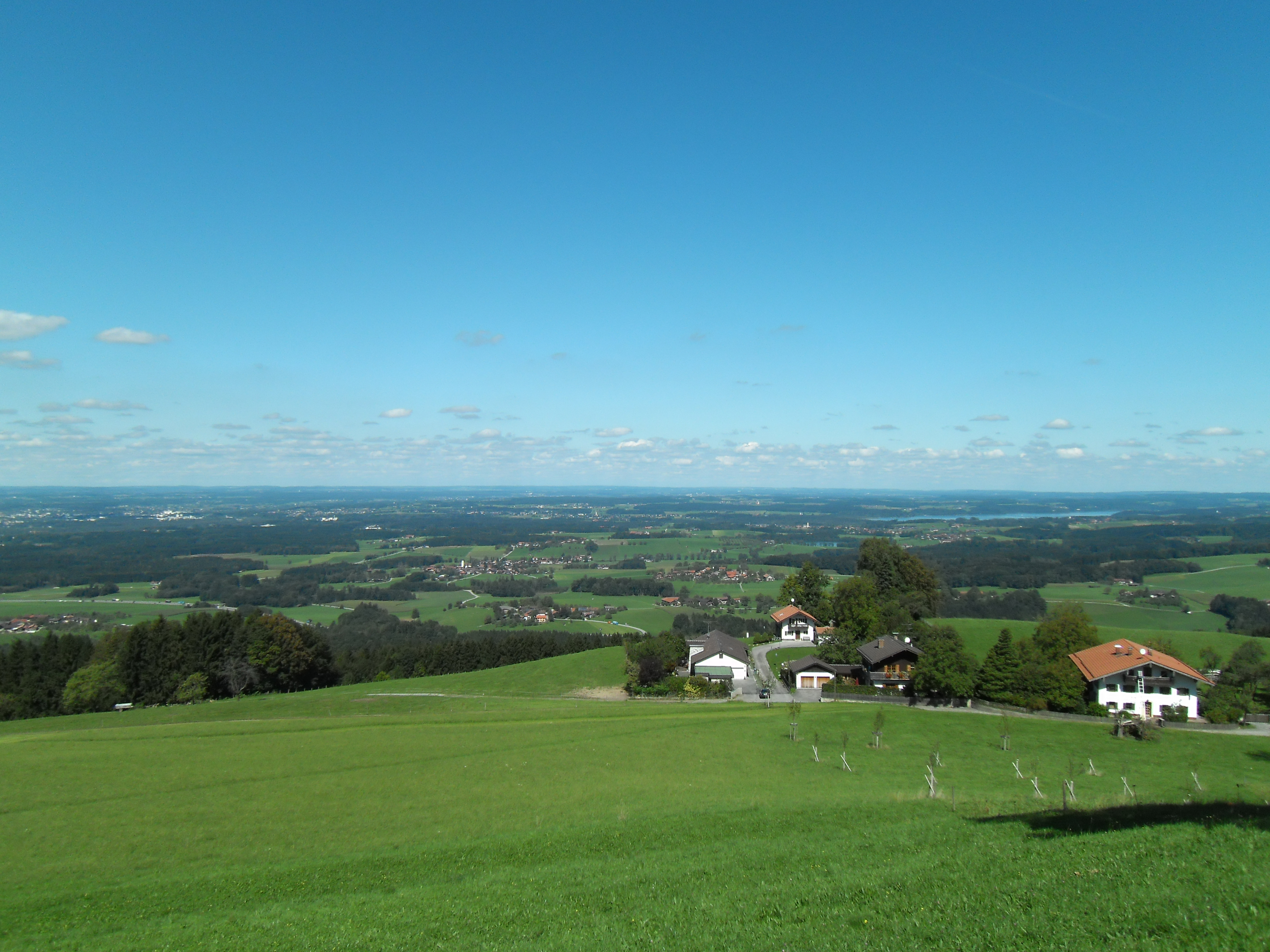
Fernblick von der Aussichtskapelle über Untereck, im Hintergrund rechts von der Bildmitte der Simssee

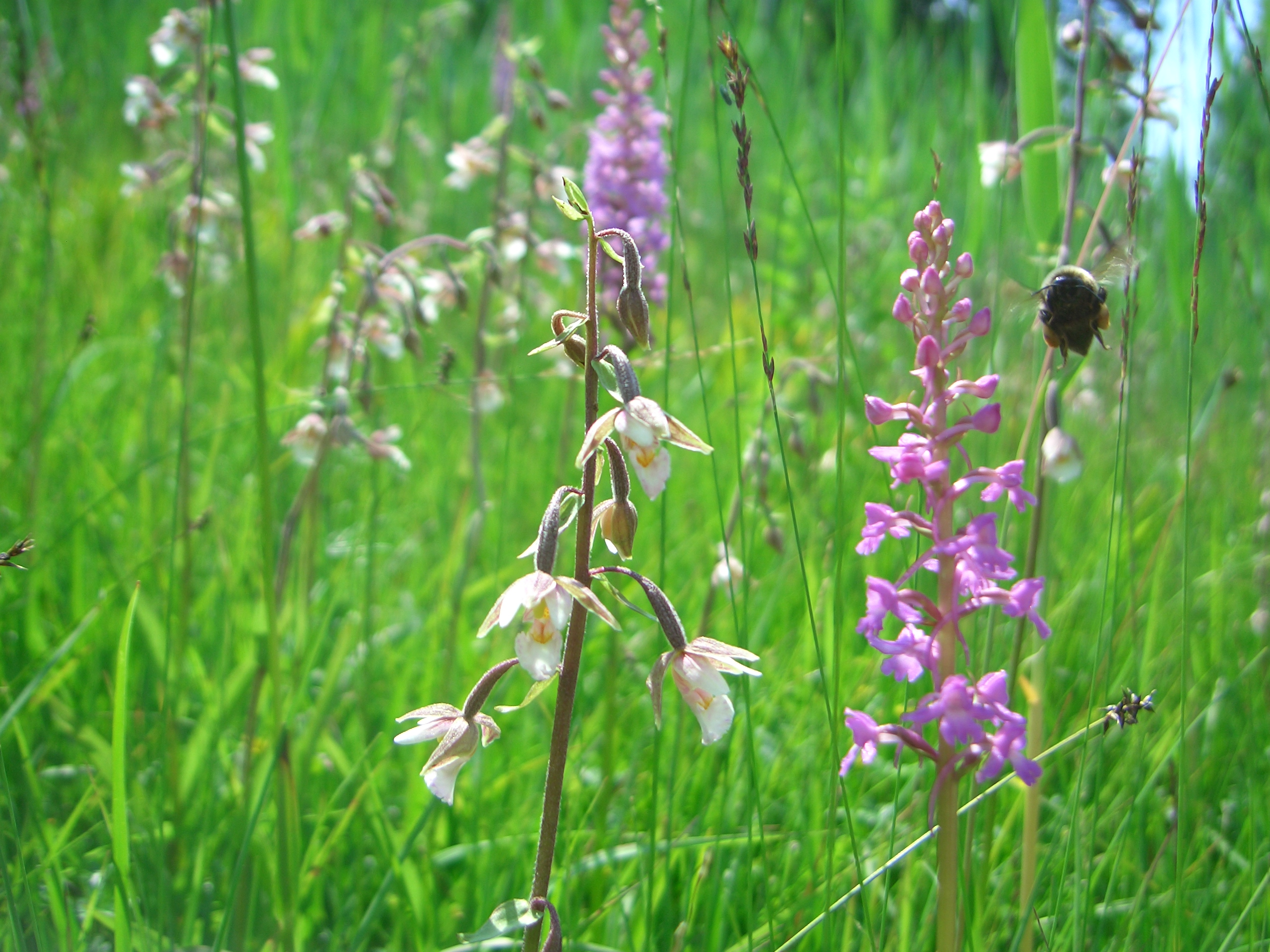
Streuwiese mit Orchideen am Samerberg

### Gemeindegliederung
Die Gemeinde Samerberg hat 78 Gemeindeteile:
- Achenthal
- Altmühl
- Anker
- Au
- Bichl
- Bogenhausen
- Brennbichl
- Bruchfeld
- Brunn
- Dandlberg
- Dorfen
- Duft
- Egernbach
- Eiding
- Entgrub
- Eßbaum
- Fading
- Friesing
- Geisenkam
- Gern
- Gernmühl
- Gerstland
- Graben
- Grainbach
- Gritschen
- Hartbichl
- Haus
- Hilgen
- Hintersteinberg
- Holzmann
- Hundham
- Kohlgrub
- Laberg
- Leger
- Linden
- Lochen
- Lues
- Marchwies
- Mitterhof
- Moosen
- Mühlthal
- Nudlbichl
- Obereck
- Oberleiten
- Oberschöffau
- Oberstuff
- Obersulzberg
- Ried
- Ried im Winkl
- Roßholzen
- Sägmühl
- Sattelberg
- Schadhub
- Schilding
- Schöffau
- Schwarzenbach
- Schweibern
- Schweinsteig
- Siegharting
- Sonnbach
- Staben
- Stampfl
- Steinkirchen
- Straß
- Taxa
- Thal
- Törwang
- Untereck
- Unterleiten
- Unterstuff
- Vordergrub
- Weickersing
- Wenk
- Weyer am Graben
- Wiedholz
- Wiesholzen
- Witzenthal
- Ziffer

### Nachbargemeinden
|                | Rohrdorf                                    |                    |
| Neubeuern      | Kompassrose, die auf Nachbargemeinden zeigt | Frasdorf           |
| Nußdorf am Inn | Erl (Österreich)                            | Aschau im Chiemgau |

### Natur
Der Samerberg besitzt bedeutende Streuwiesen und Quellmoore. Beide bieten Lebensraum für bayernweit hochgradig gefährdete Tier- und Pflanzenarten, beispielsweise verschiedene Orchideen- und Enzianarten, dem Alpen-Fettkraut, den Mehlprimeln und Wollgräsern. Die Quellmoore und Streuwiesen sind ein Teil des Samerberger Tourismuskonzepts, wie zum Beispiel der Naturlehrpfad „Samerberger Filze“ und der Lehrbienenstand.
Folgende Schutzgebiete berühren das Gemeindegebiet:
- Landschaftsschutzgebiet Inschutznahme des Schwarzen Sees und Umgebung als LSG (LSG-00135.01)
- Fauna-Flora-Habitat-Gebiet Hochriesgebiet und Hangwälder im Aschauer Tal (8239-371)
- Fauna-Flora-Habitat-Gebiet Mausohrkolonien im südlichen Landkreis Rosenheim (8037-372)

Einer alten Sage zufolge soll sich in der Niederung westlich von Grainbach, die vom Achenbach durchflossen wird, einmal ein See befunden haben, der sich bis zu den Gemeindeteilen Dorfen im Westen und Schöffau im Süden erstreckte. Aufgrund einer Unterspülung sei der See dann plötzlich über den Steinbach in Richtung Nußdorf am Inn ausgelaufen, wo die abstürzenden Wassermassen beträchtliche Schäden verursacht haben sollen.

## Geschichte

### Bis zur Gründung der Gemeinden
Die Bezeichnung Samerberg geht auf einen wichtigen historischen Erwerbszweig dieser Region zurück: Über den Samerberg führte seit dem Mittelalter ein Saumweg, über den Säumer (bairisch: Samer) auf Saumrossen (Packpferden) Salz aus Berchtesgaden, Traunstein und Reichenhall sowie Getreide, Wein und andere Güter beförderten. In einer lateinischen Schenkungsurkunde der Propstei Berchtesgaden aus dem 12. Jahrhundert heißt der Samerberg Rossoltesperge (etwa ‚Rösselsberg‘).
Der Sammelbegriff Samerberger für die Bewohner dieser Vorgebirgsregion war bereits vor 1800 in Gebrauch.
Um an das historische Gewerbe des Säumers zu erinnern, wurde 1997 im Ortszentrum von Grainbach der sogenannte Samerbrunnen aufgestellt; das Denkmal hat die Gestalt einer hufeisenförmigen Pferdetränke, die aus Kalkstein gehauen und mit einer auf einer Säule thronenden Bronzestatuette eines Säumers mit Samross verziert ist.
Wie aus dem Indiculus Arnonis hervorgeht, hatte der Gemeindeteil Roßholzen, seinerzeit unter dem Namen Hrossulza bekannt, bereits vor dem Jahr 798 eine eigene Kirche.
Das Gebiet gehörte zum Rentamt München und zum Landgericht Rosenheim des Kurfürstentums Bayern und teilte sich in die Hauptmannschaften Grainbach, Törwang, Steinkirchen und Roßholzen. 1818 wurden aus den früheren Hauptmannschaften Gemeinden im heutigen Sinn.

### 19. und 20. Jahrhundert
Vor der Revolution 1848 unterstanden einige Steuerdistrikte des Landgerichtsbezirks Rosenheim, darunter auch der gesamte Samerberg, dem Patrimonialgericht der Herrschaft Hohenaschau mit Sitz in Prien.
Im Jahr 1969 entschieden sich 88 % der Wähler in einer Volksbefragung für eine Gemeinde Samerberg mit Sitz in Törwang. Am 1. Januar 1970 wurde die neue Gemeinde durch den Zusammenschluss der bisher selbstständigen Gemeinden Grainbach, Roßholzen, Steinkirchen und Törwang gebildet.
Die vier silbernen Rauten im seit 1978 geführten Gemeindewappen stehen für diese ehemaligen Gemeinden und nicht in erster Linie für Bayern.
Der Samerberg lockte in der Vergangenheit Kunstschaffende an. Seit sich 1909 Karl Hermann Müller-Samerberg in Törwang niederließ, haben über 40 weitere Maler an dieser bayerischen Landschaft gemalt.

### Einwohnerentwicklung
| Jahr | Einwohner | Anmerkungen |
| ---- | --------- | --- |
| 1824 | 236       | in Grainbach 158 (in 24 Häusern), Törwang 60 (in elf Häusern), Steinkirchen zehn (in einem Haus), Roßholzen acht (in zwei Häusern) Einwohner                  |
| 1846 | 1245      | [ 21 ] |
| 1871 | 1140      | am 1. Dezember 1871, in Grainbach 241 (in 51 Häusern), Törwang 326 (in 68 Häusern), Steinkirchen 293 (in 64 Häusern), Roßholzen 280 (in 49 Häusern) Einwohner |
| 1885 | 1159      | [ 26 ] |
| 1933 | 1328      | in Grainbach 316, Töwang 405, Steinkirchen 329, Roßholzen 278 Einwohner                                                                                       |
| 1939 | 1288      | in Grainbach 317, Törwang 422, Steinkirchen 305, Roßholzen 244 Einwohner                                                                                      |
| 1988 | 2018      | |
| 1991 | 2177      | |
| 1995 | 2319      | |
| 2005 | 2618      | |
| 2010 | 2670      | |
| 2015 | 2811      | |
| 2018 | 2814      | seit 1988 796 Einwohner mehr, d. h. Zuwachs um 39,4 %. |

### Kirchspiel
Die katholische Bevölkerung des gesamten Samerbergs wurde noch während der ersten Hälfte des 17. Jahrhunderts von der Pfarrei Rohrdorf aus seelsorgerisch betreut, bis dann ein Pfarrvikar nach Törwang abgestellt wurde. 1820 machte eine ältere Törwanger Gastwirtin eine Stiftung für den Unterhalt eines zusätzlichen Hilfspriesters.
Törwang blieb weiterhin ein Expositurort von Rohrdorf. Um die Mitte des 19. Jahrhunderts war das Pfarramt Törwang mit den vier Filialen Törwang, Grainbach, Roßholzen (vormals Schilding) und Steinkirchen für insgesamt 81 Nebenorte auf dem Samerberg zuständig.
Das Pfarramt Törwang gehört heute zum Pfarrverband Rohrdorf.

### Ehemalige Priester
Vikare
- Johann Pichler 1572–1611
- Martin Strein 1674–1678
- Georg Katzmayr 1687–1714
- Johann Murböck 1720–1723
- Josef Niedermeier 1730–1743
- Christoph Gmachl 1764–1766
- Stephan Kirchbichler 1777–1801
- Silvester Spitzer 1829–1830

Pfarrer
- Josef Dürnegger 1901–1952
- H. H. Felix Scheurmann 1952–1965
- Alfons Vordermayer 1966–1973
- Georg Blabsreiter 1974–1997[29]

## Politik

### Gemeinderat
Die Gemeinderatswahl 2020 erbrachte folgende Sitzverteilung:
- Überparteiliche Wählergruppe (ÜPW): 5 Sitze
- CSU/Bürgerliste: 4 Sitze
- Zukunft Samerberg: 3 Sitze
- Bürger für Samerberg: 2 Sitze

### Wappen
|  | Blasonierung: „Unter blauem Schildhaupt, darin nebeneinander vier senkrecht stehende silberne Rauten, in Gold ein schwarzes Hufeisen über grünem Dreiberg.“ |
|  | |

## Kultur und Sehenswürdigkeiten

### Bauwerke
- Pfarrkirche Mariä Himmelfahrt in Törwang
- Kirche Sankt Bartholomäus in Roßholzen
- Kirche Sankt Ägidius und Nikolaus in Grainbach
- Kirche Sankt Peter in Steinkirchen
- Hochriesbahn (Seilbahn) in Grainbach zum Hochriesgipfel

### Sportanlagen
Der größte Sportverein der Gemeinde ist der WSV Samerberg e. V. (Wintersportverein Samerberg) mit einer Abteilung für alpines Skifahren, Skilanglauf und Rodeln sowie weitere Abteilungen für Fußball und Tennis. Die Tennisabteilung verfügt über eine Tennisanlage mit Clubhaus und vier Sandplätzen. Die Tennisplätze können von Nichtmitgliedern angemietet werden. Im Winter werden auf dem weitläufigen Gemeindegebiet bei ausreichenden Schneeverhältnissen ausgedehnte Loipen präpariert.

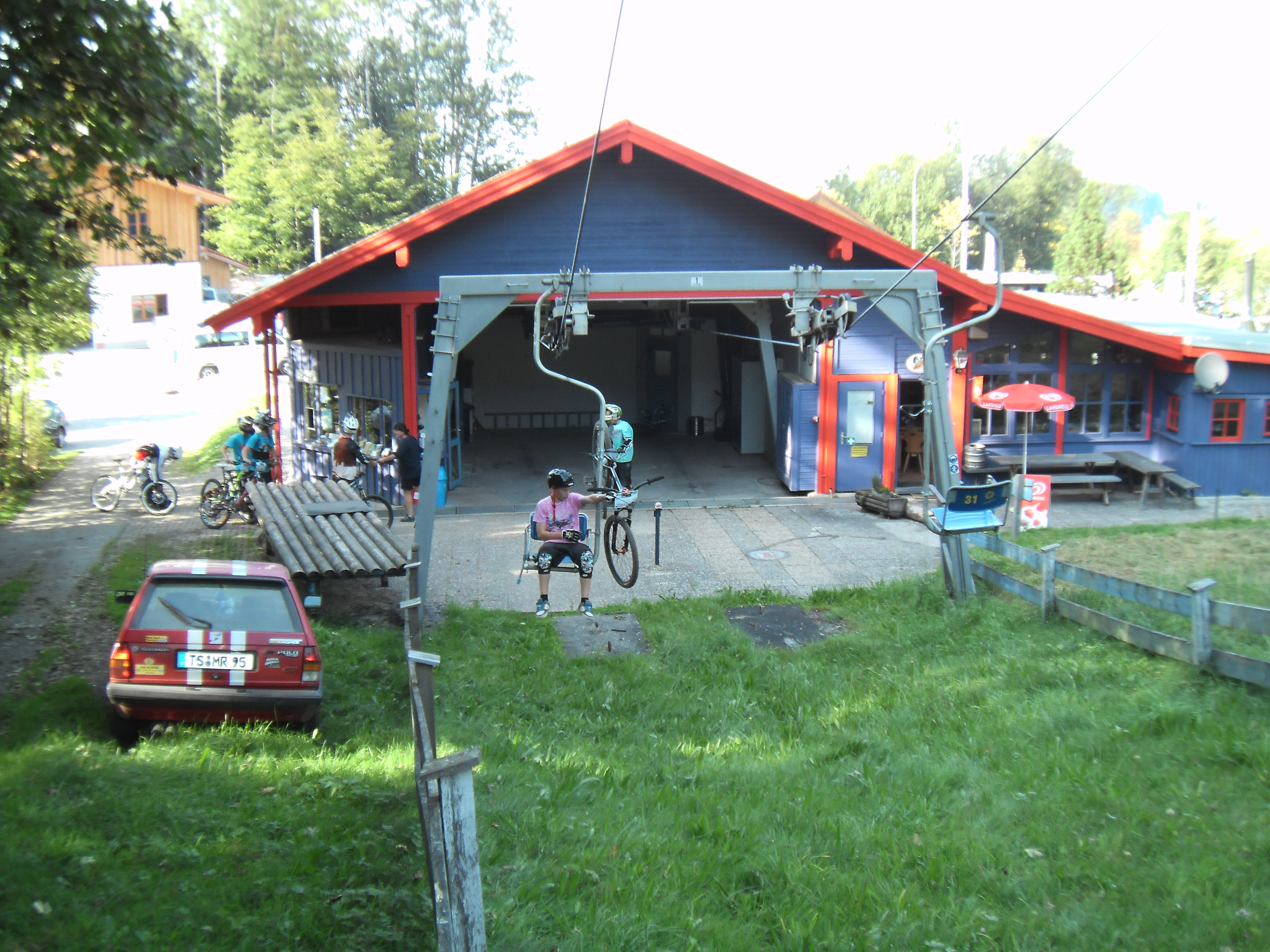
Talstation des Sessellifts der Hochriesbahn in Grainbach, zugelassen auch für die Mitnahme von Geländefahrrädern und Fluggeräten
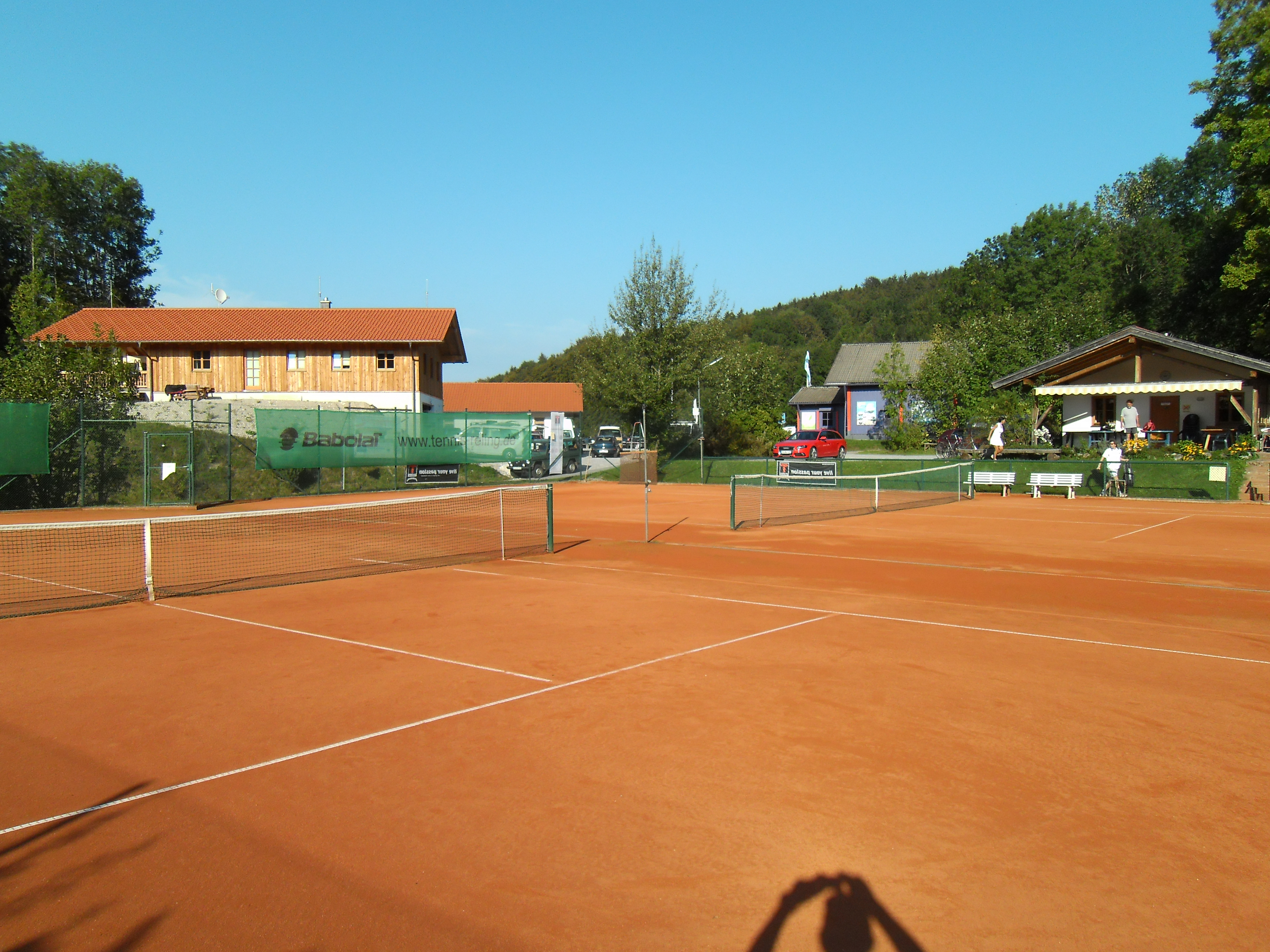
Tennisanlage des WSV Samerberg in Grainbach; Gebäude von rechts nach links: Clubhaus, Talstation des Sessellifts der Hochriesbahn, ehemalige Flugschule Hochries (leerstehend, 2020) Bergrettungszentrum Samerberg
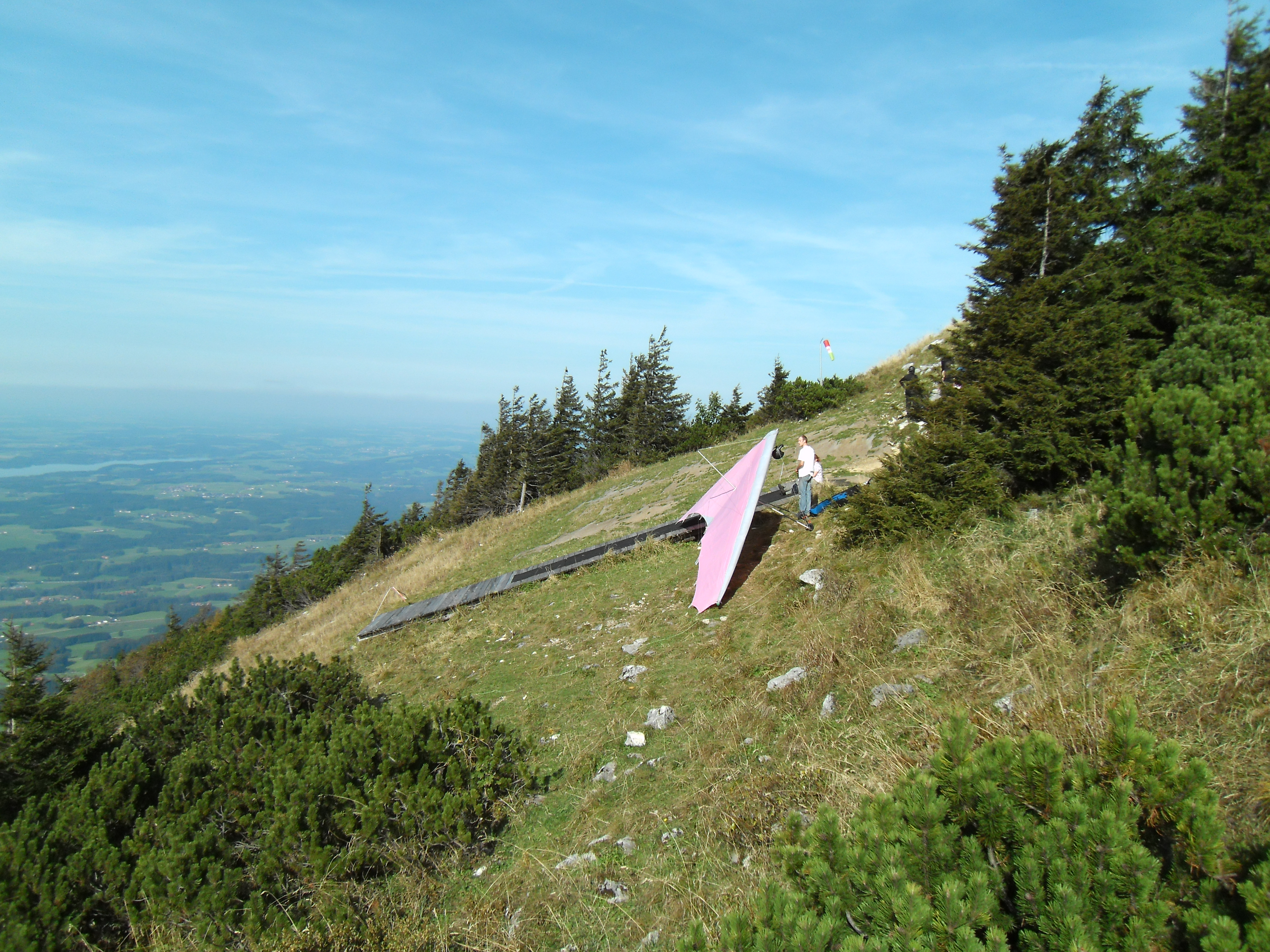
Eine von mehreren Startrampen für Drachenflieger auf der Hochries, im Hintergrund links von der Bildmitte der Simssee
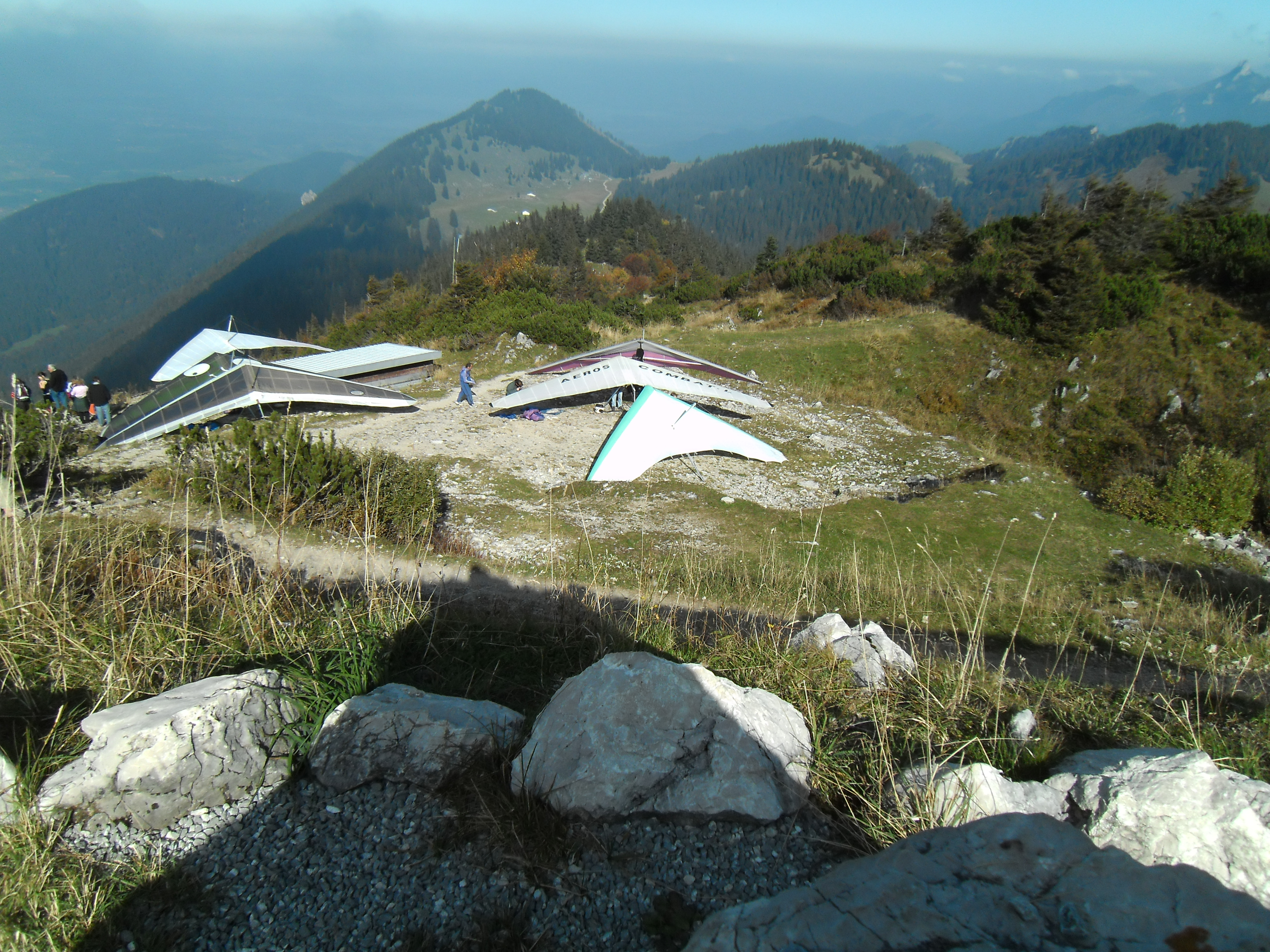
Hängegleiter vor einer Startrampe auf dem Gipfel der Hochries (im Hintergrund ganz rechts oben im Bild schwach sichtbar die Kampenwand)
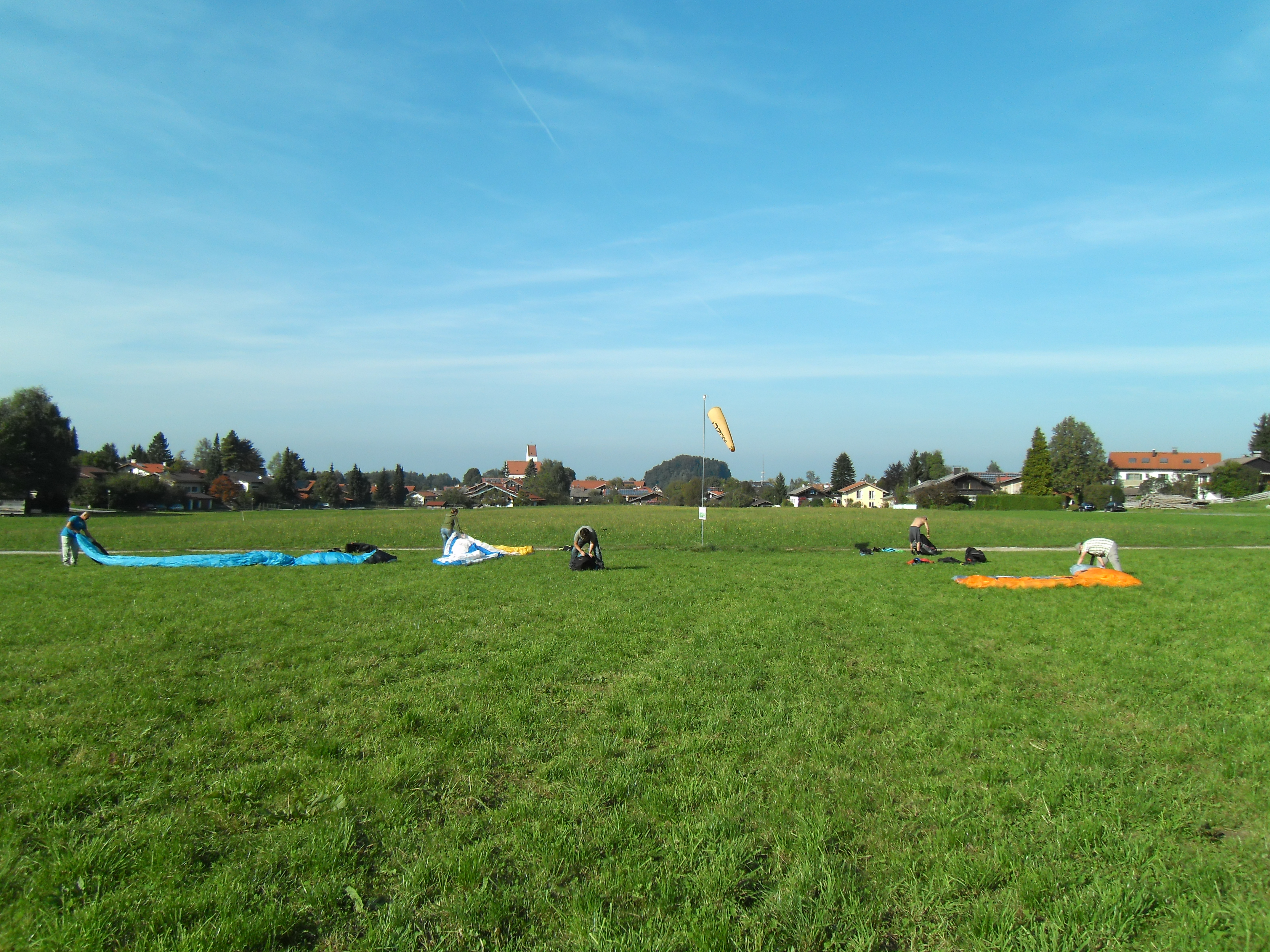
Landewiese für Gleitschirmflieger am westlichen Ortsrand von Grainbach
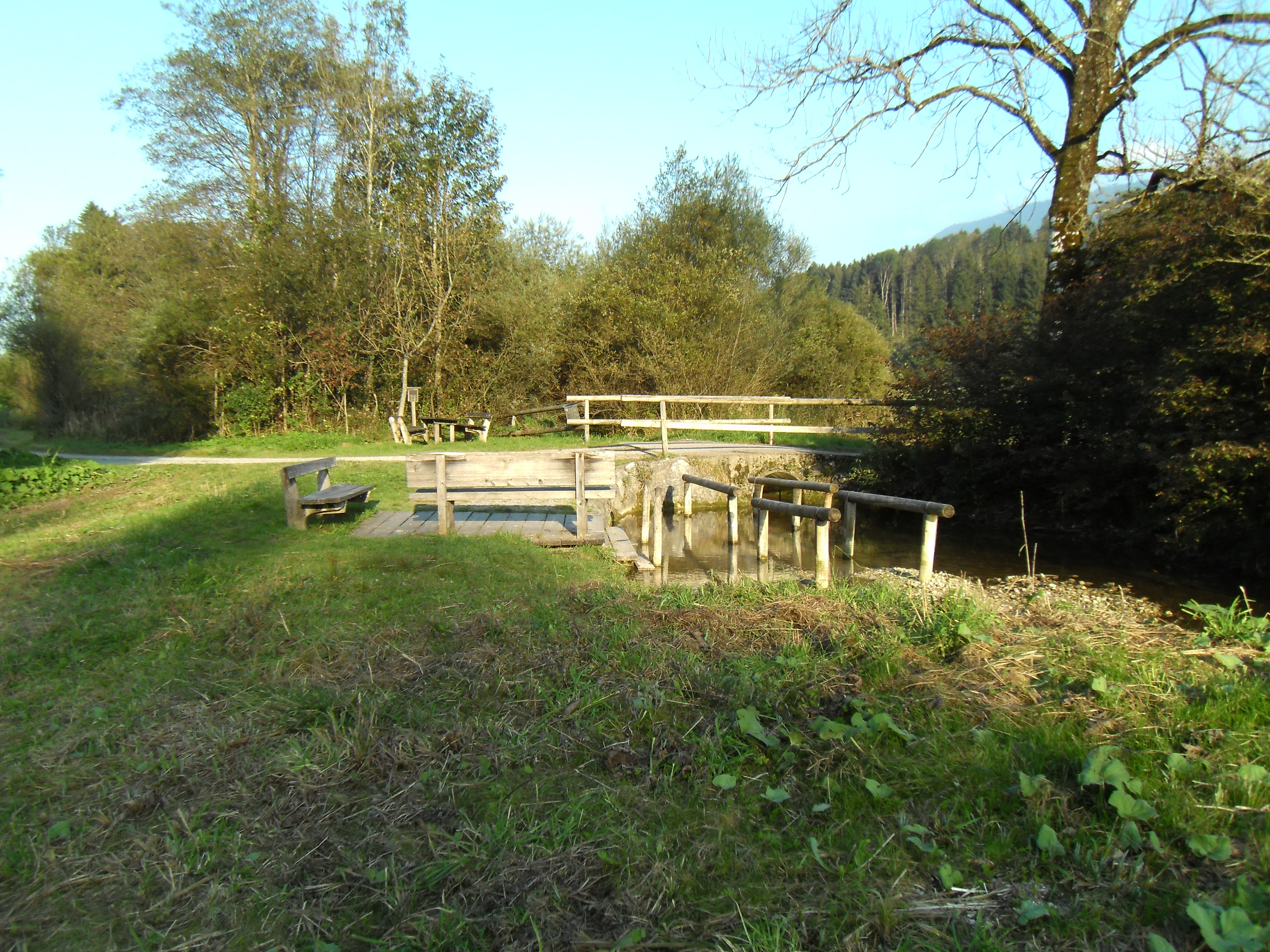
Wassertretanlage an einem Wander- und Joggingweg am Achenbach westlich von Grainbach

Weithin sichtbare Aktivitäten entfaltet während der wärmeren Jahreszeit der GSC Hochries Samerberg e. V. (Gleitschirmclub Hochries Samerberg).
Auf dem Gipfel der Hochries stehen Startrampen für Drachenflieger zur Verfügung; als Landeplätze für Drachenflieger und Gleitschirmflieger dienen große Wiesen bei Grainbach am Fuße der Hochries. Flugschüler werden von einer Flugschule ausgebildet, die ihr Schulgebäude in Grainbach gegenüber der Talstation des Sessellifts der Hochriesbahn hat.
Seit Frühjahr 2011 steht Mountainbike-Geländefahrern unterhalb der Mittelstation der Hochries ein offizieller Bikepark mit einer kurvenreichen Downhill-Geländepiste zur Verfügung. Die Sportfahrräder können mit dem Sessellift bis zur Mittelstation der Hochriesbahn mitgenommen werden, wo die Abfahrtsrennstrecke ihren Ausgangspunkt hat.

### Regelmäßige Veranstaltungen
- Am dritten Adventssonntag findet die traditionelle Dorfweihnacht in Törwang auf dem Dorfplatz statt.
- Nach Weihnachten veranstaltet der Trachtenverein Grainbach regelmäßig Bauerntheater im Festsaal des Gasthofs Maurer in Grainbach.
- Waldfest am Parkstüberl (an der Talstation der Hochriesbahn)
- Waldfest im Buchenwald (bei Törwang)
- Dorfplatzfest des Burschenvereins
- Dorffest der Gebirgsschützen und der Fußballabteilung des WSV Samerberg in Törwang
- Dorffest Grainbach der Freiwilligen Feuerwehr Grainbach
- Bauerntheater des Trachtenvereins Roßholzen beim Badwirt in Roßholzen
- Ball der Vereine im Fasching (wechselweise beim Badwirt in Roßholzen und im Gasthof Maurer, Grainbach)

## Wirtschaft und Infrastruktur

### Verkehr
Über das Straßennetz bestehen direkte Verbindungen zu den Nachbargemeinden Nußdorf am Inn, Rohrdorf und Frasdorf. Samerberg hat Haltestellen der DB-Omnibuslinie 9493 Roßholzen–Törwang–Lauterbach–Rosenheim. Während der touristischen Hauptsaison verkehren zusätzliche ‚Wanderbusse‘ zwischen Rosenheim und Samerberg. Die nächsten Bahnhöfe befinden sich in Rosenheim und in Brannenburg. Von der A 8 München–Salzburg aus ist Törwang über die Ausfahrt Achenmühle zu erreichen. Vom Autobahnteilstück Rosenheim-Kiefersfelden der A 93 aus kann das westliche Gemeindegebiet mit Roßholzen über die Ausfahrt Brannenburg erreicht werden.

### Tourismus
Das Gebiet ist ganzjährig ein bedeutendes Touristenziel.
Der höchste Berg am Samerberg und gleichzeitig das beliebteste Wanderziel ist die 1569 m hohe Hochries. Auf ihr gibt es ausgebaute Spazier- und Wanderwege und bewirtschaftete Hütten. Die Hochrieshütte, die der DAV-Sektion Rosenheim gehört, bietet Übernachtungsmöglichkeiten. Der Gipfelbereich ist über verschiedene lokale Wanderwege sowie den Europäischen Fernwanderweg E4 und den Maximiliansweg erschlossen, und ist zusätzlich über Sessellift und Seilbahn der Hochriesbahn mit dem Talort Grainbach verbunden.
Ein weiteres beliebtes Wanderziel ist der Heuberg, auf dem Wanderern ebenfalls bewirtschaftete Hütten zur Verfügung stehen. Ausgedehnte Wanderwege verbinden die Teilgemeinden des gesamten hügeligen Gemeindegebiets, das landschaftlich durch die Rückzugsmoräne eines ehemaligen Gletschers geprägt ist.
Zwischen Törwang und Grainbach befindet sich ein öffentliches Freibad. An einem der Wanderwege westlich von Grainbach ist im Bachbett der Achen, die die Niederung am Fuße der Hochries durchfließt, eine Kneipp-Wassertretanlage eingerichtet worden.

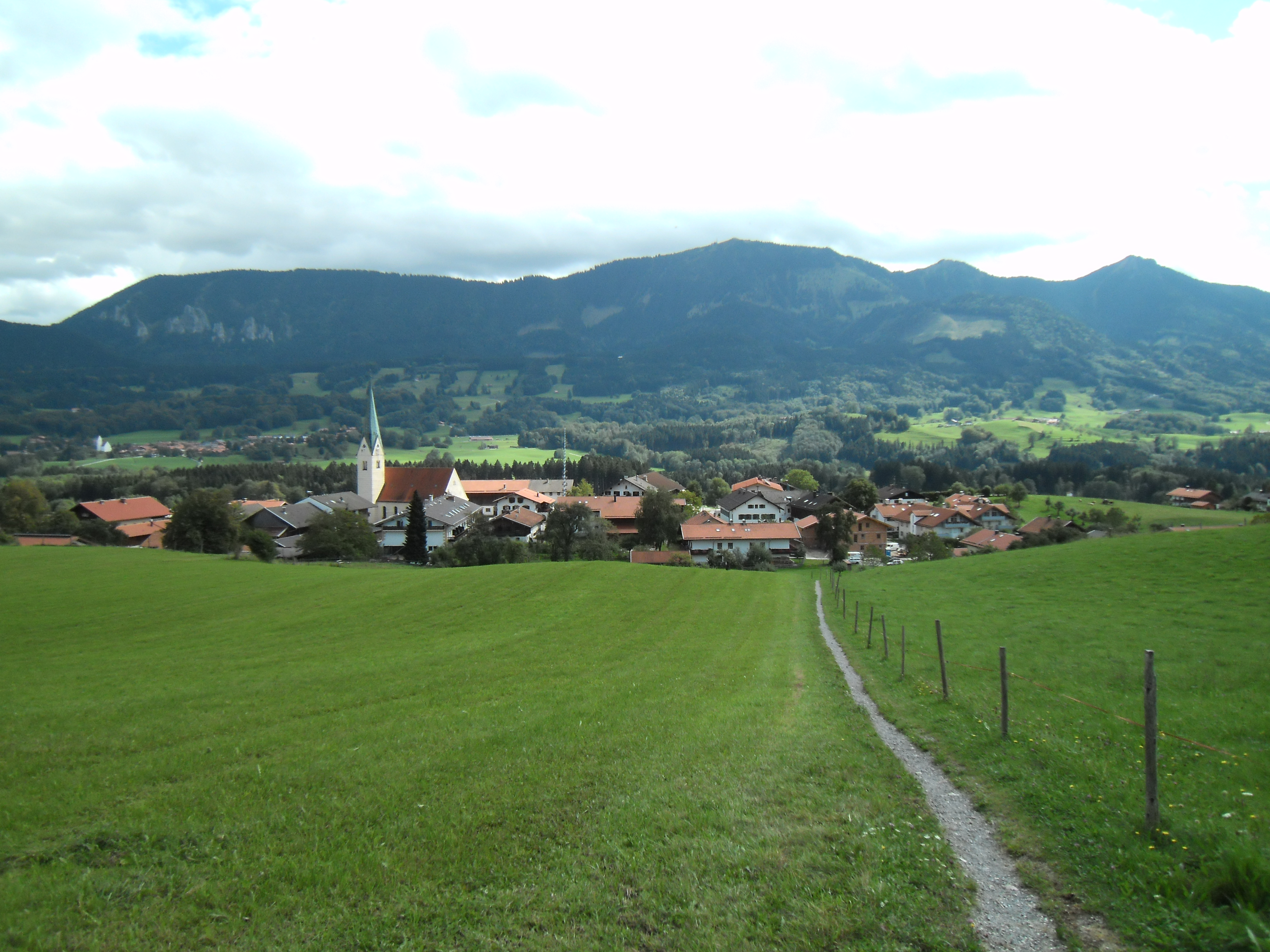
Törwang am Samerberg, im Hintergrund die Hochries
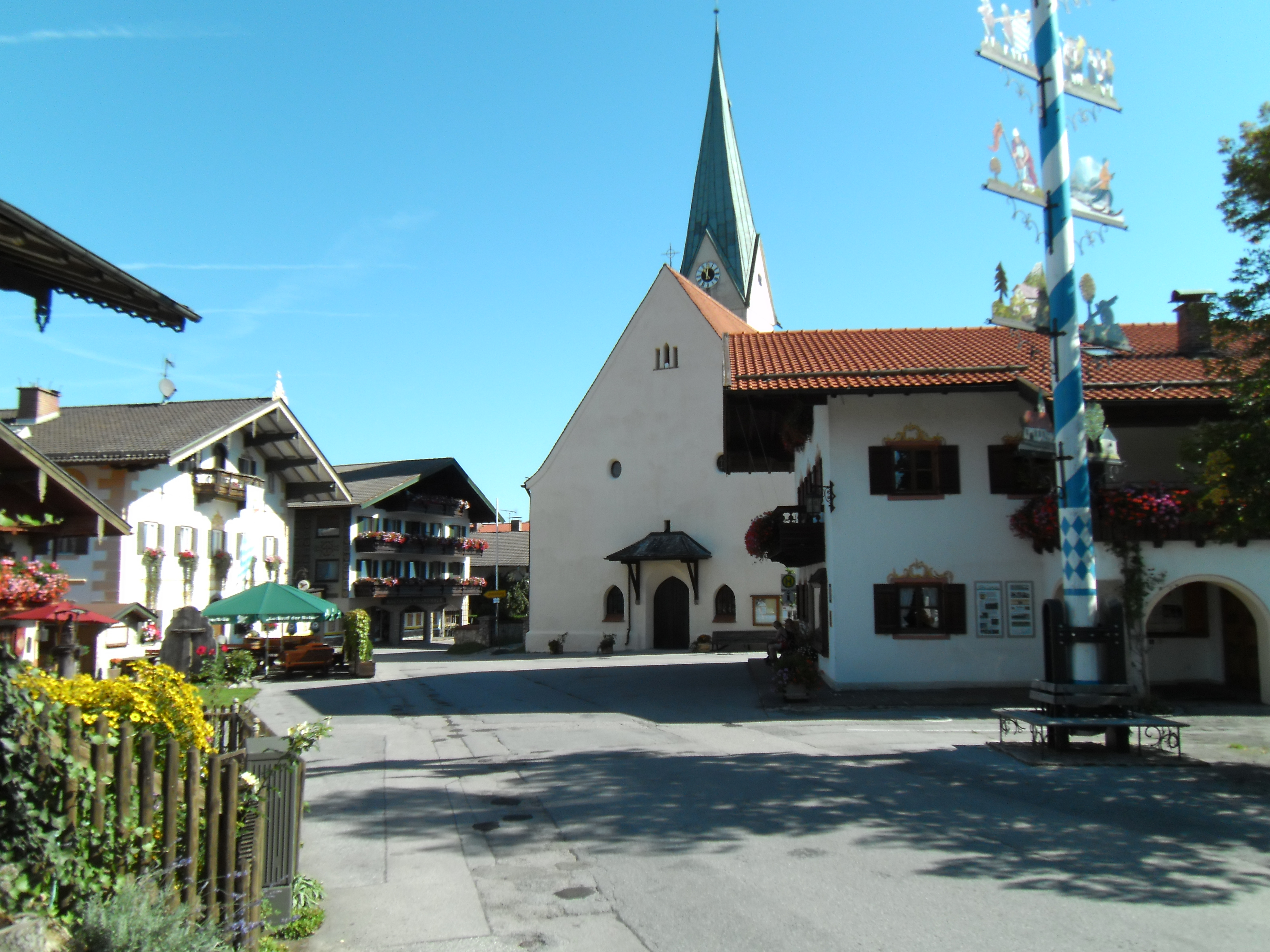
Ortsmitte von Törwang mit dem Gasthaus und Hotel Zur Post (links im Bild)
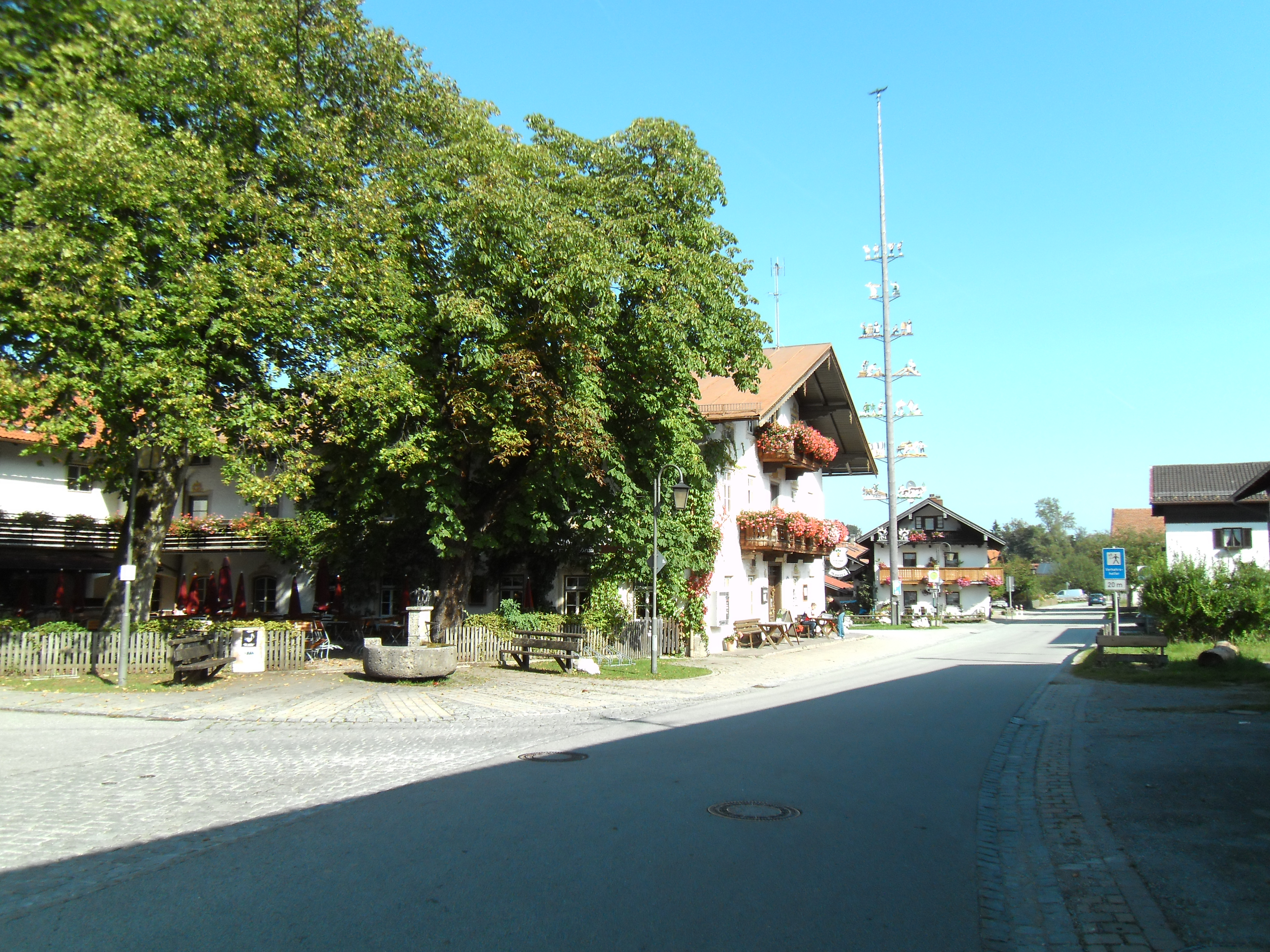
Dorfstraße in Grainbach mit der Traditionsgaststätte Maurer (links im Bild); vor deren Biergarten der Samerbrunnen, flankiert von zwei Sitzbänken
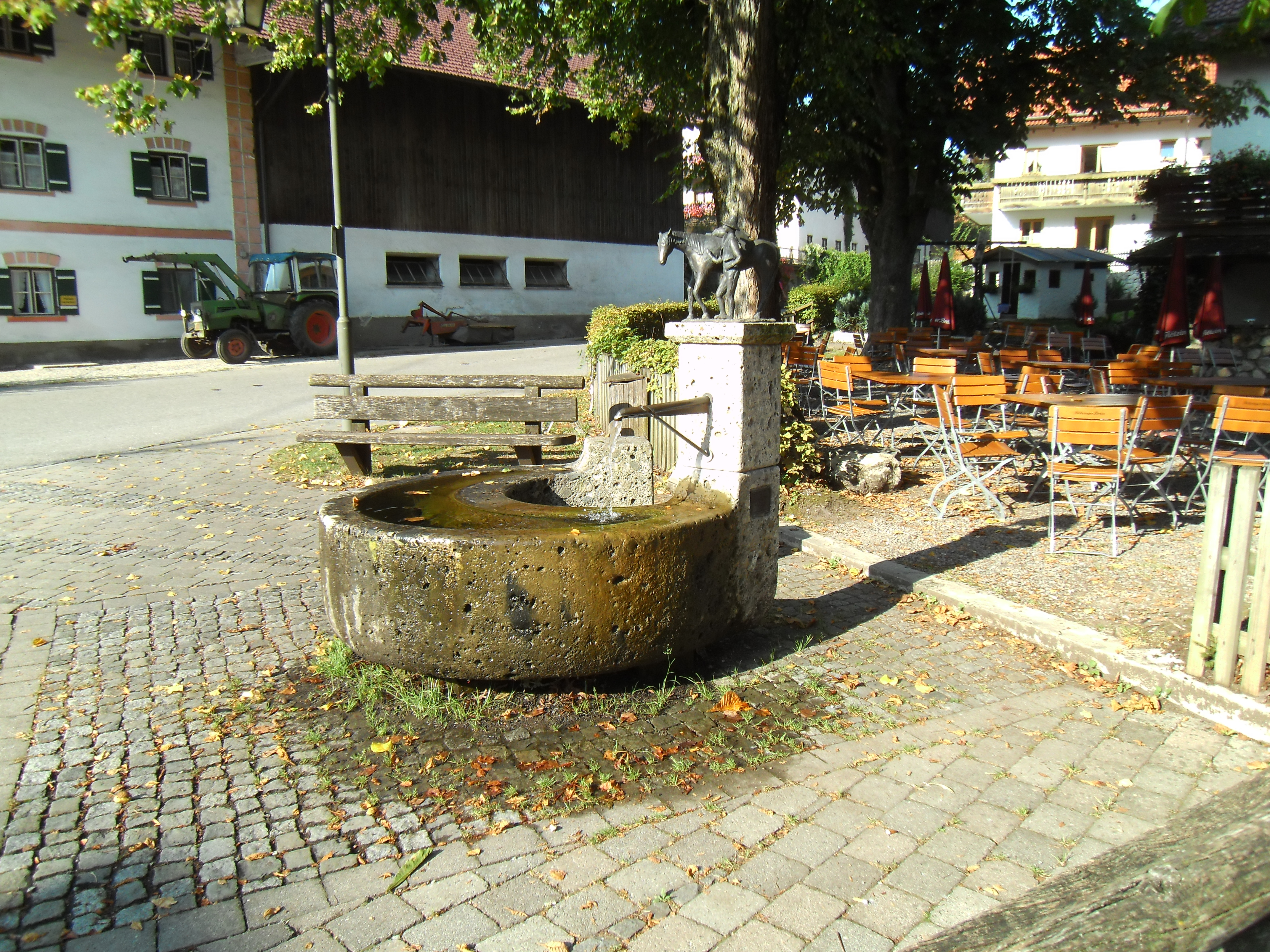
1997 im Zentrum von Grainbach errichteter Samerbrunnen mit einer Bronzestatuette, die an das historische Gewerbe des Säumers erinnern soll (Entwurf: Gudrun und Hans Wesner)
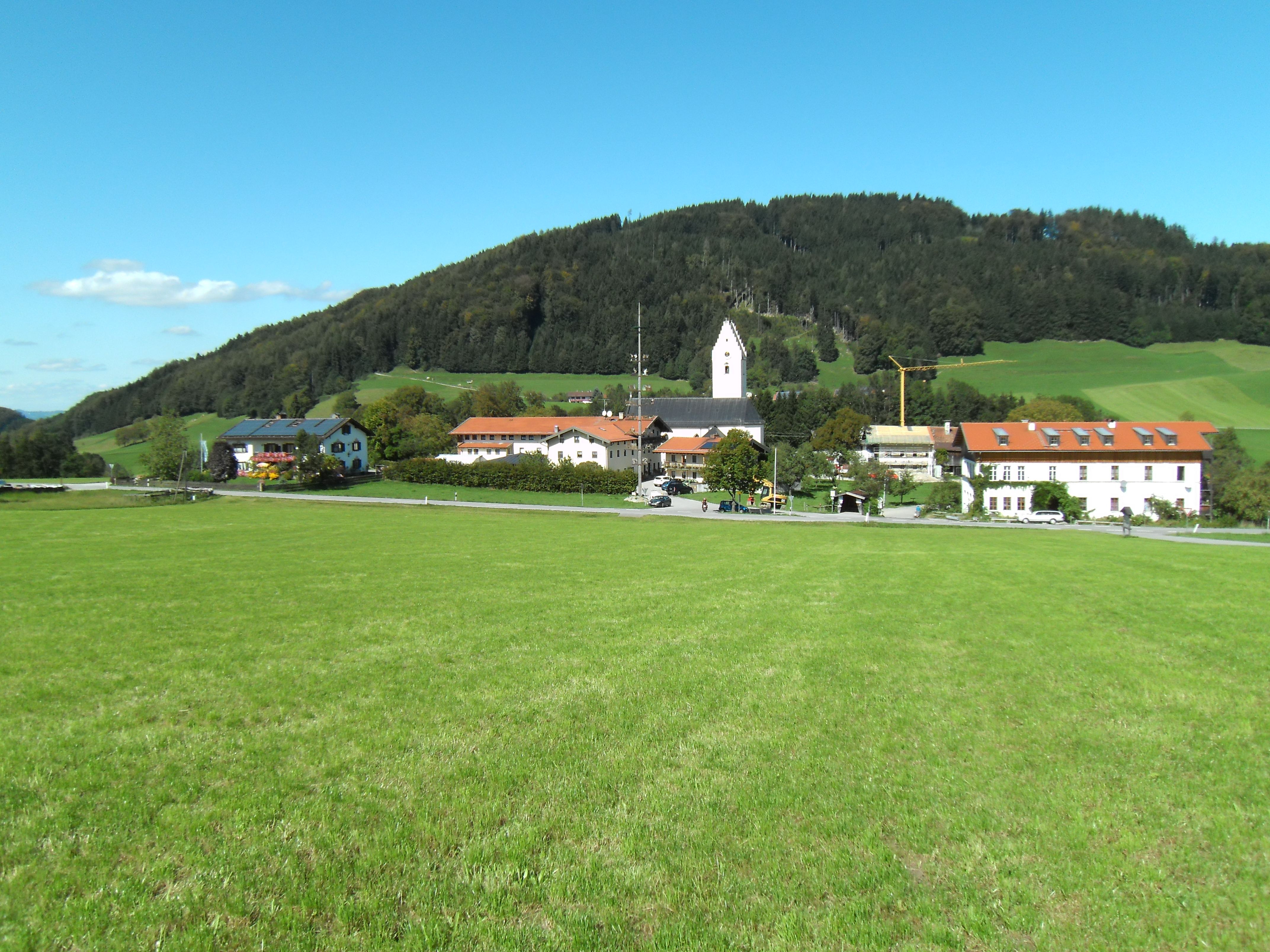
Roßholzen
Grainbach, nördlicher Dorfeingang
Steinkirchen mit Filialkirche St. Peter, aus östlicher Richtung gesehen
Oberleiten, Ortseingang, von der Friedhofsmauer der Filialkirche St. Peter in Steinkirchen aus gesehen
Weickersing, südliches Ortsende des Weilers, aus westlicher Richtung gesehen
Weickersing, Dorfpartie mit Bauernhaus und Kastanie
Grainbach, aus nördlicher Richtung gesehen
Kohlgrub, östlicher Ortsrand des Weilers südlich von Grainbach

### Feuerwehren
Die Gemeinde Samerberg betreibt drei Freiwillige Feuerwehren. Diese sind in Grainbach, Törwang und Roßholzen angesiedelt.

#### Feuerwehr Grainbach
Die Freiwillige Feuerwehr Grainbach besitzt ein Löschgruppenfahrzeug LF8/6 sowie ein Mannschaftstransportfahrzeug (MTF).
Außerdem ist dort ein Anhänger für Hubschrauberaußenlastbehälter stationiert, der von der Flughelfergruppe des Landkreises Rosenheim betrieben wird. Diese besteht aus speziell ausgebildeten Flughelfern und kommt beispielsweise bei Wald- und Flächenbränden zum Einsatz, bei denen es gilt, die Koordination und den Flugbetrieb der löschunterstützenden Hubschrauber zu übernehmen, um einen sicheren und effektiven Einsatzbetrieb zu gewährleisten. Das MTF ist im Einsatzfall Transportfahrzeug für das Flughelferpersonal.

#### Feuerwehr Törwang
Die Freiwillige Feuerwehr Törwang nahm 2018 ein neues Mittleres Löschfahrzeug MLF in den Fuhrpark auf. Zudem steht ein Löschgruppenfahrzeug LF8 zur Verfügung. Die Feuerwehr ist ebenfalls mit mehreren Mitgliedern an der Flughelfergruppe beteiligt.

#### Feuerwehr Roßholzen
Die Freiwillige Feuerwehr Roßholzen ergänzt das Fahrzeugkonzept mit einem Tanklöschfahrzeug TLF 16/25 mit hydraulischem Rettungsgerät. Das Fahrzeug ist damit universell einsetzbar. 2019 wurde zusätzlich ein Mehrzweckfahrzeug (MZF) in Dienst gestellt. Als drittes Fahrzeug steht ein Gerätewagen Logistik GW-L2 zur Verfügung, der je nach Einsatzbedarf beladen werden kann. Aus diesem Grund ist dieser auch offizielles Zugfahrzeug für die Flughelfergruppe des Landkreises.

## Persönlichkeiten

### Geboren in der Gemeinde
- Albert Hartl (1904–1982), Priester, SS-Hauptsturmführer in der Reichsführung-SS
- Willi Mayerthaler (1945–2002), Sprachwissenschaftler und Romanist
- Hans Stuffer (* 1961), alpiner Skirennläufer

### Persönlichkeiten, die mit der Gemeinde in Verbindung stehen
- Mathias Daburger (* ca. 1700), Kirchen- und Landschaftsmaler, lebte eine Zeitlang am Samerberg
- Karl Hermann Müller-Samerberg (1869–1946), Landschaftsmaler, lebte ab 1909 in Törwang
- Josef Dürnegger (1869–1952), oberbayerischer Heimatforscher, 1901 bis 1952 Pfarrer in Törwang
- Elisabeth Kronseder (1890–1990), Bildhauerin und Malerin[35]
- Ernst Forsthoff (1902–1974), Staatsrechtler, hatte in Törwang ein Feriendomizil.[36]
- Marie Louise Fischer, (geborene Kernmayr, 1922–2005), Schriftstellerin, wohnte eine Zeitlang in Untereck
- Christian Doermer (1935–2022), deutscher Schauspieler und Filmemacher, lebte in Törwang.
- Armin Kratzert (* 1957), Schriftsteller, lebt in München und Samerberg
- Otto Eckart (1936–2016), Lebensmittelunternehmer, lebte zeitweise am Samerberg
- Marcus Burghardt (* 1983), Radrennfahrer, lebt in Samerberg

### Heinrich Mann in Roßholzen
In Roßholzen hat Heinrich Mann 1905 seinen Roman Zwischen den Rassen begonnen.